# Steven Donnelly
Steven Gerard Donnelly (* 7. September 1988 in Ballymena, Nordirland) ist ein irischer Boxer.

## Karriere
Seine größten Erfolge bei irischen Meisterschaften waren der Vizemeistertitel 2010 im Halbweltergewicht nach Finalniederlage gegen Raymond Moylette und der Gewinn der irischen Meisterschaft 2014 im Weltergewicht durch Siege u. a. gegen John Joyce und Adam Nolan.
2007 gewann er eine Bronzemedaille im Leichtgewicht bei den Commonwealth-Meisterschaften in England und 2009 die Goldmedaille im Halbweltergewicht bei den Arafura Games in Australien. Zudem ist er Bronzemedaillengewinner im Weltergewicht des Chemiepokals 2014 in Deutschland und der Commonwealth Games 2014 in Schottland sowie Bronzemedaillengewinner im Mittelgewicht der Commonwealth Games 2018 in Australien.
In der Saison 2015/16 kämpfte Donnelly für die Poland Hussars in der World Series of Boxing. Er bestritt neun Kämpfe mit sechs Siegen und belegte am Ende der Saison den vierten Platz. Da sich der Erstplatzierte Mohammed Rabii über die Weltmeisterschaft 2015 qualifizierte und der Zweitplatzierte Radschab Butajew sich nicht qualifizieren konnte, da bereits ein anderer russischer Boxer im Weltergewicht qualifiziert war, reichte diese Platzierung für Donnelly aus, um sich für die Olympischen Spiele 2016 zu qualifizieren. Bei Olympia besiegte er in den Vorrunden Zohir Kedache und Bjambyn Tüwschinbat, ehe er im Viertelfinale mit 1:2 nach Punkten gegen Mohammed Rabii ausschied.

## Profikarriere
Im Juni 2018 unterzeichnete Donnelly einen Profivertrag bei der britischen Promotion "MTK Global" und gewann sein Debüt am 18. August 2018.